# Jonas Holøs
Jonas Holøs (født 27. august 1987 i Sarpsborg, Norge) er en norsk ishockeyspiller, der spiller for Linköping HC i SHL. Holøs fik sin seniordebut i moderklubben Sparta Warriors i sæsonen 2003/04. Efter yderligere fire sæsoner i klubben forlod han Norge for at spille for Färjestad BK i SHL. I løbet af sin første sæson med Färjestad vandt han svensk mesterskabsguld, og efter endnu en sæson i SHL forlod han Sverige for at spille i Nordamerika. Holøs var tidligere, i løbet af sommeren 2008, blevet udnævnt til den 170. spiller i alt af Colorado Avalanche. Han debuterede i NHL i sæsonen 2010/11 og spillede også for klubbens bedstefarhold i  AHL, Lake Erie Monsters.
Holøs vendte tilbage til Sverige efter en sæson i Nordamerika. Han tilbragte to sæsoner med Växjö Lakers HC, før han repræsenterede den russiske klub Lokomotiv Yaroslavl i  KHL i to sæsoner. I 2014 fik Holøs Gullpucken, der tildeles sæsonens bedste norske ishockeyspiller. I Sæsonen 2015/16 vendte han tilbage i to sæsoner til Färjestad BK, inden han forlod Sverige igen - denne gang for at spille for den schweiziske klub Fribourg-Gottéron i  NLA. Siden 2019 har han spillet for Linköping HC i SHL.
Holøs har repræsenteret det norske landshold ved 14 verdensmesterskabsturneringer, og har i løbet af de sidste tre mesterskaber været Norges holdkaptajn. Derudover har han deltaget i to  OL med Norge. Som junior spillede han tre Junior-VM i ishockey og to  U18 World Cup.

## Eksterne links
- Jonas Holøs' profil på Sports-Reference OL-resultater (arkiveret) (engelsk)
- Jonas Holøs' profil på Olympedia (engelsk)
- Jonas Holøs' profil hos NHL.com (engelsk)
- Jonas Holøs' profil på Eurohockey.com (engelsk)
- Jonas Holøs' profil på Hockeydb.com (engelsk)
- Jonas Holøs' profil hos Hockey-Reference.com (engelsk)
- Jonas Holøs' profil på Eliteprospects.com (engelsk)